# Aenigmopteris katoi
Aenigmopteris katoi är en ormbunkeart som beskrevs av Holtt. Aenigmopteris katoi ingår i släktet Aenigmopteris och familjen Tectariaceae. Inga underarter finns listade.